# I Wish You Love: More from The Bodyguard
I Wish You Love: More from The Bodyguard é o relançamento de comemoração do 25º aniversário da trilha sonora The Bodyguard (1992) de Whitney Houston. O lançamento póstumo ocorreu em 17 de novembro de 2017, através da Legacy Recordings.

## Antecedentes
O lançamento do álbum comemora o 25º aniversário do filme O Guarda-Costas, que também marcou a entrada de Whitney no meio cinematográfico. A canção inclui as versões das seis contribuições presentes no filme –  "I Will Always Love You", "I Have Nothing", "I'm Every Roman", "Run to You, "Queen of the Night" e "Jesus Loves Me" – além dos remixes e performances ao vivo de canções apresentadas nas turnês correspondentes.
Além disso, o lançamento coincidiu com um tributo a Whitney e à trilha do filme no American Music Awards, em 19 de novembro de 2017, interpretado por Christina Aguilera. Antes da performance, Aguilera fez uma publicação em sua conta do Instagram, dizendo: "Eu estou me sentindo animada, honrada e  humilde quanto ao tributo de um dos meus ídolos."

## Desempenho comercial
Após o tributo realizado no American Music Awards de 2017, I Wish You Love: More from The Bodyguard estreou na 165ª posição da Billboard 200 com 6.000 cópias vendidas na semana de 9 de dezembro de 2017. Posteriormente, estreou na 9ª, 22ª e 61 posições da tabela Soundtracks, Billboard R&B/Hip-Hop Albums e Top Album Sales, respectivamente.  Na Bélgica, alcançou a 133ª posição na tabela Ultratop, em 25 de novembro de 2017.

## Lista de faixas
| I Wish You Love: More from The Bodyguard – Versão original |                                                                                           |                                 |                         |         |  |
| N.º                                                        | Título                                                                                    | Compositor(es)                  | Produtor(es)            | Duração |  |
| 1.                                                         | "I Will Always Love You" (Alternate Mix)                                                  | Parton                          | Foster                  | 5:03    |  |
| 2.                                                         | "I Have Nothing" (Film Version)                                                           | Foster, Thompson                | Foster                  | 4:56    |  |
| 3.                                                         | "I'm Every Woman" (Clivilles & Cole House Mix I Edit)                                     | Ashford, Simpson                | Walden, Clivillés, Cole | 5:42    |  |
| 4.                                                         | "Run to You" (Film Version)                                                               | Rich, Friedman                  | Foster                  | 4:18    |  |
| 5.                                                         | "Queen of the Night" (Film Version)                                                       | Reid, Edmonds, Simmons, Houston | L.A. Reid, Babyface     | 3:15    |  |
| 6.                                                         | "Jesus Loves Me" (Film Version)                                                           | Warner, Bradbury                | Winans, Houston         | 1:07    |  |
| 7.                                                         | "Jesus Loves Me" (A Capella Version)                                                      | Warner, Bradbury                | Winans, Houston         | 4:52    |  |
| 8.                                                         | "I Will Always Love You" (Film Version)                                                   | Parton                          | Foster                  | 4:34    |  |
| 9.                                                         | "I Have Nothing" (Live from Brunei)                                                       | Foster, Thompson                | Foster                  | 6:52    |  |
| 10.                                                        | "Run to You" (Live from The Bodyguard Tour)                                               | Rich, Friedman                  | Foster                  | 4:46    |  |
| 11.                                                        | "Jesus Loves Me" / "He's Got the Whole World in His Hands" (Live from The Bodyguard Tour) | Warner, Bradbury                | Winans, Houston         | 10:38   |  |
| 12.                                                        | "Queen of the Night" (Live from The Bodyguard Tour)                                       | Reid, Edmonds, Simmons, Houston | L.A. Reid, Babyface     | 5:35    |  |
| 13.                                                        | "I Will Always Love You" (Live from The Bodyguard Tour)                                   | Parton                          | Foster                  | 6:15    |  |
| 14.                                                        | "I'm Every Woman" (Live from The Bodyguard Tour)                                          | Ashford, Simpson                | Walden, Clivillés, Cole | 5:07    |  |
| Duração total:                                             | Duração total:                                                                            | Duração total:                  | Duração total:          | 79:38   |  |

## Posições
| Tabela musical (2017)                         | Melhor posição |
| --------------------------------------------- | -------------- |
| Bélgica (Ultratop de Flandres)                | 133            |
| Estados Unidos (Billboard 200)                | 165            |
| Estados Unidos Soundtrack Albums (Billboard)  | 9              |
| Estados Unidos Top Album Sales (Billboard)    | 61             |
| Estados Unidos (Billboard R&B/Hip-Hop Albums) | 22             |